# Феліче Гаспері
Феліче Гаспері (італ. Felice Gasperi, нар. 26 грудня 1903, Болонья — пом. 23 травня 1982, Читта-Сант'Анджело) — італійський футболіст, що грав на позиції захисника.
Протягом усієї кар'єри виступав за «Болонью», у складі якої став чотириразовим чемпіоном Італії, а також грав за національну збірну Італії.

## Клубна кар'єра
Народився 26 грудня 1903 року в місті Болонья. Вихованець футбольної школи клубу «Болонья». Дорослу футбольну кар'єру розпочав 1924 року в основній команді того ж клубу, кольори якої і захищав протягом усієї своєї кар'єри гравця, що тривала цілих п'ятнадцять років. Більшість часу, проведеного у складі «Болоньї», був основним гравцем захисту команди, граючи в парі з Еральдо Мондзельйо. За цей час чотири рази виборював титул чемпіона Італії. Загалом провів за клуб 401 матч (в тому числі 382 в Серії А), що є шостим показником в «Болоньї» всіх часів.

## Виступи за збірну
1928 року дебютував в офіційних матчах у складі національної збірної Італії, проте основними захисниками тієї збірної була ювентійська пара Вірджиніо Розетта та Умберто Калігаріс, тому Гаспері виходив на поле не дуже часто і провів у формі головної команди країни лише 6 матчів.
Тим не менш у складі збірної він був учасником  футбольного турніру на Олімпійських іграх 1928 року в Амстердамі, на якому команда здобула бронзові нагороди.
Помер 23 травня 1982 року на 79-му році життя у місті Читта-Сант'Анджело.
| Дата       | Місто    | Господарі      | Результат | Гості          | Турнір                             | Голи | Примітки |
| ---------- | -------- | -------------- | --------- | -------------- | ---------------------------------- | ---- | -------- |
| 15/04/1928 | Порту    | Португалія     | 4 – 1     | Італія         | товариський матч                   | -    |          |
| 15/11/1931 | Рим      | Італія         | 2 – 2     | Чехословаччина | Кубок Центральної Європи 1931—1932 | -    |          |
| 28/10/1932 | Прага    | Чехословаччина | 2 – 1     | Італія         | Кубок Центральної Європи 1931—1932 | -    |          |
| 27/11/1932 | Мілан    | Італія         | 4 – 2     | Угорщина       | товариський матч                   | -    |          |
| 01/01/1933 | Болонья  | Італія         | 3 – 1     | Німеччини      | товариський матч                   | -    |          |
| 12/02/1933 | Брюссель | Бельгія        | 2 – 3     | Італія         | товариський матч                   | -    |          |
| Усього     |          | Матчів         | 6         |                | Голів                              | 0    |          |

### Статистика виступів у кубку Мітропи
| №                      | Розіграш               | Стадія                 | Дата та місце проведення | Команда 1              | Рахунок | Команда 2         | Голи та інші дії |
| ---------------------- | ---------------------- | ---------------------- | ------------------------ | ---------------------- | ------- | ----------------- | ---------------- |
| 1                      | 1932                   | 1/4                    | 10.06.1932, Болонья      | Болонья                | 5:0     | Спарта (Прага)    |                  |
| 2                      | 1932                   | 1/4                    | 28.06.1932, Прага        | Спарта (Прага)         | 3:0     | Болонья           |                  |
| 3                      | 1932                   | 1/2                    | 10.07.1932, Болонья      | Болонья                | 2:0     | Ферст Вієнна      |                  |
| 4                      | 1932                   | 1/2                    | 17.07.1932, Відень       | Ферст Вієнна           | 1:0     | Болонья           |                  |
| 5                      | 1934                   | 1/8                    | 17.06.1934, Болонья      | Болонья                | 2:0     | Бочкаї (Дебрецен) |                  |
| 6                      | 1934                   | 1/8                    | 24.06.1934, Будапешт     | Бочкаї (Дебрецен)      | 2:1     | Болонья           |                  |
| 7                      | 1934                   | 1/4                    | 1.07.1934, Болонья       | Болонья                | 6:1     | Рапід (Відень)    |                  |
| 8                      | 1934                   | 1/4                    | 8.07.1934, Відень        | Рапід (Відень)         | 4:1     | Болонья           |                  |
| 9                      | 1934                   | 1/2                    | 15.07.1934, Будапешт     | Ференцварош            | 1:1     | Болонья           |                  |
| 10                     | 1934                   | 1/2                    | 22.07.1934, Болонья      | Болонья                | 5:1     | Ференцварош       |                  |
| 11                     | 1934                   | Фінал                  | 5.09.1934, Відень        | Адміра (Відень)        | 3:2     | Болонья           |                  |
| 12                     | 1934                   | Фінал                  | 9.09.1934, Болонья       | Болонья                | 5:1     | Адміра (Відень)   |                  |
| 13                     | 1936                   | 1/8                    | 21.06.1936, Болонья      | Болонья                | 2:1     | Аустрія (Відень)  |                  |
| 14                     | 1936                   | 1/8                    | 28.06.1936, Відень       | Аустрія (Відень)       | 4:0     | Болонья           | Капітан команди  |
| 15                     | 1937                   | 1/8                    | 13.06.1937, Болонья      | Болонья                | 1:2     | Аустрія (Відень)  |                  |
| 16                     | 1937                   | 1/8                    | 25.06.1937, Відень       | Аустрія (Відень)       | 5:1     | Болонья           |                  |
| Всього в кубку Мітропи | Всього в кубку Мітропи | Всього в кубку Мітропи | Всього в кубку Мітропи   | Всього в кубку Мітропи | 16      |                   | 0                |

## Титули і досягнення
- Чемпіон Італії (4):

«Болонья»:  1924-25, 1928-29, 1935-36, 1936-37
- Володар кубка Мітропи (2):

«Болонья»: 1932, 1934
- Переможець міжнародного турніру до всесвітньої виставки у Парижі:

«Болонья»: 1937
- Бронзовий олімпійський призер: 1928